# W70
W70 è la designazione di una testata nucleare tattica sviluppata dagli Stati Uniti nei primi anni del 1970 in sostituzione della W63. La W70 fu progettata dal "Lawrence Livermore National Laboratory" in California nel 1973 e fu utilizzata dal missile tattico MGM-52 Lance in dotazione a diversi paesi aderenti alla NATO. Furono costruiti tra il 1973 e il 1977 circa 1250 ordigni nei modelli 0, 1 e 2 (900 ordigni), la testata aveva una potenza esplosiva variabile tra 1 e 100 chilotoni, selezionabili dall'operatore. Le testate furono ritirate dal servizio presso i reparti nel 1992 e successivamente distrutte.
La W70-modello 3 fu una versione modificata della W70 e fu una delle prime testate che in caso di conflitto con il patto di Varsavia poteva essere impiegata sul campo di battaglia con una "radiazione maggiore", cioè una bomba al neutrone. L'ordigno aveva un rendimento esplosivo di circa 1 Kt, fu fabbricata tra del 1981-1983 in 380 esemplari e fu ritirata dal servizio entro il 1996.
Si noti che misurare il potere distruttivo di un'arma ai neutroni in base alla sua resa esplosiva può essere ingannevole in quanto la maggior parte delle ferite inflitte da quest'arma sono causate dal suo intenso impulso di radiazioni ionizzanti, non dall'onda d'urto o dal calore prodotti dallo scoppio.
L'inventore della bomba ai neutroni, il fisico Samuel Cohen criticò la descrizione della W70 come una "bomba ai neutroni":
"...non è neanche lontanamente una "bomba ai neutroni". Invece di essere il tipo di arma che, nella coscienza popolare, uccide le persone e risparmia gli edifici, è invece un'arma che uccide e distrugge fisicamente su vasta scala. La W70 non è un'arma discriminante, come la bomba al neutrone".